# Šventosios upės slėnis ties Margininkais II
Šventosios upės slėnis ties Margininkais II este o arie protejată (sit de importanță comunitară — SCI) din Lituania întinsă pe o suprafață de 511,21 ha, integral pe uscat.

## Localizare
Centrul sitului Šventosios upės slėnis ties Margininkais II este situat la coordonatele 56°09′20″N 21°15′26″E / 56.1555°N 21.2573°E.

## Înființare
Situl Šventosios upės slėnis ties Margininkais II a fost declarat sit de importanță comunitară în decembrie 2021 pentru a proteja un număr necunoscut de specii din flora spontană și fauna sălbatică aflate în arealul zonei.

## Biodiversitate
Situată în ecoregiunea boreală, aria protejată conține 5 habitate naturale: Pajiști fino-scandinave uscate până la mezice, bogate în specii de altitudine mică, Fânețe de joasă altitudine (Alopecurus pratensis, Sanguisorba officinalis), Taiga vestică, Păduri fino-scandinave bogate în ierburi cu Picea abies, Mlaștini împădurite.
La baza desemnării sitului se află un număr nedeclarat de specii protejate.